# Saint-Nicolas-de-Bliquetuit
Saint-Nicolas-de-Bliquetuit foi uma comuna francesa na região administrativa da Normandia, no departamento de Sena Marítimo. Estendia-se por uma área de 9,19 km². Em 2010 a comuna tinha 564 habitantes (densidade: 61,4 hab./km²).
Em 1 de janeiro de 2016, passou a formar parte da nova comuna de Arelaune-en-Seine.